# Canción
Canción ("canzone") è un genere popolare di musica latino-americana, in particolare a Cuba, dove hanno origine molte delle composizioni. Le sue radici si trovano nelle forme delle canzoni popolari spagnole, tra cui tiranas, polos e boleros; anche nell'operetta leggera italiana, nella romanza francese e nel valzer lento. Inizialmente, anche se scritta dalla popolazione creola di Cuba, che si opponeva alla gerarchia dominante, la musica manteneva il suo stile europeo di "melodie intricate e testi oscuri, enigmatici ed elaborati".
Più tardi, nella seconda parte del diciannovesimo secolo, la canción passò sotto l'influenza del movimento dei trovadores cubani. Ciò sfociò nell'espressione lirica dei sentimenti e delle aspirazioni della popolazione. L'accompagnamento della chitarra seguì naturalmente e la canción gradualmente si fuse con altre forme di musica cubana, e quindi latino americana, come il bolero. Come segno distintivo, però, la canción non ha mai le sanguigne percussioni afro-cubane che contraddistinguono così tanto la musica popolare cubana.
"Canción" significa canzone in spagnolo. Nel Rinascimento il termine era spesso usato in modo intercambiabile con cantiga, cantar (genere), canson, e talvolta villancico; era collegata alla chanson della Scuola franco fiamminga. Canción era il termine meno specifico per coprire tutti gli stili popolari e secolari della musica vocale della Spagna dell'epoca. Nei concerti e nelle registrazioni in lingua spagnola, quando il titolo di una canzone particolare non appartiene a un genere ballabile, come il son a Cuba o la chacarera in Argentina, il suo genere è menzionato come "canción".